# Nécrose bactérienne de la vigne
La nécrose bactérienne de la vigne est une maladie bactérienne causée par une bactérie phytopathogène, Xylophilus ampelinus, qui affecte exclusivement la vigne (Vitis vinifera) et qui est présente essentiellement dans l'Europe méridionale.